# Robert-Ferdinand Treytorrens de Loys

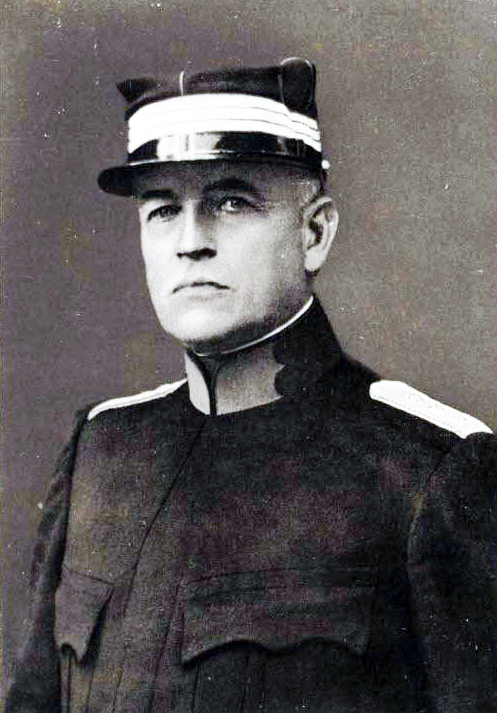
Treytorrens de Loys, 1914

Robert-Ferdinand Treytorrens de Loys (* 5. September 1857 in Le Havre; † 4. September 1917 in Delsberg), geschrieben auch Robert Fernand Treytorrens de Loys, war ein Schweizer Offizier.

## Leben

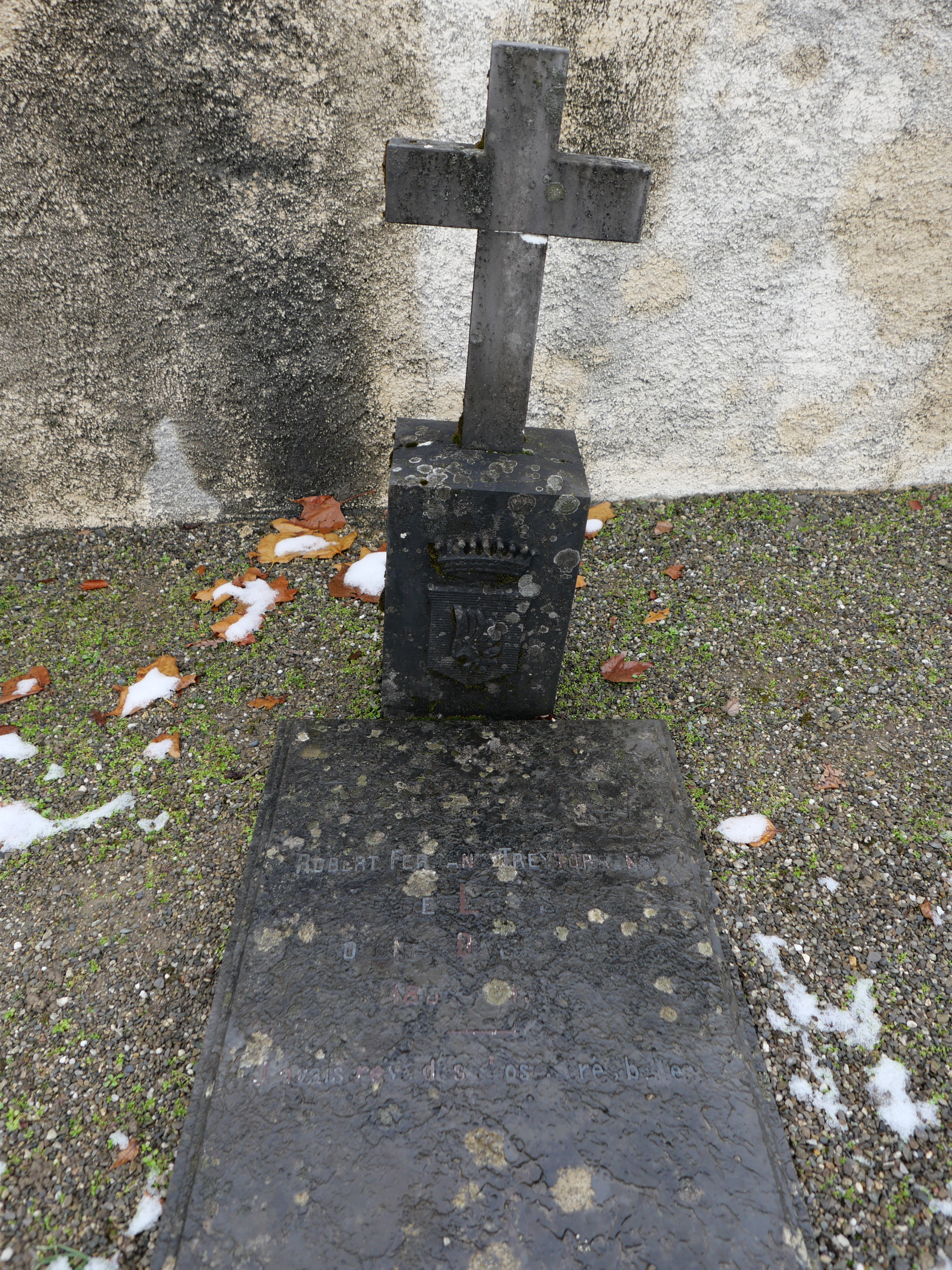
Das Grab auf dem Friedhof von Écublens im Kanton Waadt

De Loys erlangte am King’s College London ein Diplom als Ingenieur. 1885 folgte die Heirat mit Marie-Madeleine Ebrard. Von 1887 bis 1890 war er Reitmeister in den eidgenössischen Pferdeanstalten in Thun, von 1895 bis 1899 Instruktor an den Zentralschulen der Schweizer Armee.
Bei einem 1899 vom Reitclub Zürich organisierten 305-Kilometer-Dauerritt von Zürich über Bern, Thun, Brünig und Luzern nach Zürich, bei dem sechs der acht gestarteten Offiziere das Ziel erreichten, ging der Kavalleriemajor nach 37 Stunden und 7 Minuten, wovon er 58 km neben seinem Pferd marschierte, als Sieger hervor.
Er kommandierte ab 1900 das Dragonerregiment 2, ab 1904 die Kavalleriebrigade 1 und ab 1910 die Infanteriebrigade 1. Obwohl de Loys nie Generalstabsoffizier gewesen war, wurde er zum Oberstdivisionär befördert und kommandierte von 1913 bis zu seinem Tod im Aktivdienst die 2. Division.
Im August 1916 unterstützte er in einem Leserbrief an die Solothurner Zeitung, den er als Divisionskommandant unterzeichnete, einen regierungskritischen Beitrag des jungen Eugen Bircher. Man würde sich vor dem Ausland wie die Feiglinge verbeugen und es sei kein Ehrgefühl und kein Nationalstolz mehr vorhanden. Die Schweizer Regierung verlangte daraufhin vom Oberbefehlshaber General Wille seine disziplinarische Bestrafung. Der General erteilte ihm lediglich einen Verweis.